# Муроя, Сэй
Сэй Муроя (яп. 室屋 成; 5 апреля 1994, Куматори) — японский футболист, защитник клуба «Токио». Выступал за сборную Японии.

## Клубная карьера
Будучи студентом Университета Мэйдзи Сэй Муроя начал свою карьеру футболиста в клубе «Токио». 9 июля 2016 года он дебютировал в Джей-лиге 1, выйдя в основном составе в домашнем поединке против «Ванфоре Кофу».

## Карьера в сборной
В составе сборной Японии до 23 лет Сэй Муроя выиграл чемпионат Азии среди молодёжных команд 2016 года в Катаре.
Сэй Муроя в составе олимпийской сборной Японии играл на футбольном турнире Олимпийских игр 2016 года в Рио-де-Жанейро. Он провёл все 3 матча своей сборной на этом соревновании без замен.